# Roberto Di Meglio
Roberto Di Meglio (Pisa, 29 marzo 1966) è un autore di giochi italiano.
Oltre a quella di autore, ha svolto e svolge attività di editore di giochi da tavolo e giochi di ruolo.
Tra le altre attività svolte nell'ambito dell'editoria fantasy e fantascientifica, ha tradotto racconti per l'Isaac Asimov's Science Fiction Magazine (edizione italiana dell'omonima rivista statunitense) e pubblicato articoli sulla rivista tolkieniana Endore; ha inoltre sostenuto, attraverso Nexus Editrice, le attività del Trofeo RiLL.

## Biografia
Completa la laurea in Scienze dell'Informazione nel 1990 (con una tesi su calcolo parallelo e intelligenza artificiale). Nel 1994 consegue il dottorato di ricerca in Informatica, sempre occupandosi di calcolo parallelo.
La sua attività professionale nel mondo del gioco inizia nel 1987 con l'organizzazione di eventi  e con la pubblicazione della fanzine Crom!, prima in proprio, poi in collaborazione con la casa editrice Black-Out di Modena, collaborazione che durerà fino al 1990.
Nel 1991, insieme a Marcello Missiroli e Simone Peruzzi, fonda la rivista Kaos, edita dalla bolognese Granata Press, per molti anni la più importante rivista italiana dedicata al mondo del gioco di ruolo, che dirigerà fino a quando, nel 2002, la rivista interrompe le pubblicazioni con il suo numero 75.
Nel 1993 fonda, in società con la stessa Granata Press e con gli altri redattori di Kaos, la Nexus Editrice, azienda che per oltre 15 anni avrà un ruolo fondamentale nello sviluppo del gioco intelligente in Italia. Al 1994 risale l'abbandono definitivo dell'attività di informatico e l'impegno a tempo pieno nel mondo del gioco.
Nel 2006 è tra i fondatori di Giochi Uniti, oggi una delle ditte leader nella distribuzione di giochi da tavolo in Italia.
Nel 2011 riceve il Best of Show alla Carriera conferito dalla manifestazione Lucca Comics & Games.
Dal 2011 è direttore di produzione della  Ares Games, oltre a continuare la propria attività come autore di giochi.

## I giochi
Il gioco più importante che ha ideato è La Guerra dell'Anello, un gioco di strategia basato sul romanzo Il Signore degli Anelli di J. R. R. Tolkien.
Il gioco, realizzato in collaborazione con Marco Maggi e Francesco Nepitello, ha conseguito riconoscimenti internazionali ed è stato votato dagli utenti del sito BoardGameGeek come uno dei migliori venti giochi da tavolo di tutti i tempi. L'espansione del gioco, "Battaglie della Terza Era" è stata nuovamente finalista, nel 2006, degli International Gamers Award. È stato tradotto in 8 lingue.
Come autore di giochi, compare quattro volte nell'Albo d'Oro di Lucca Comics & Games, la principale manifestazione ludica italiana: oltre al già citato La Guerra dell'Anello vincitore nel 2004, ha vinto infatti il premio "Best of the Best" nel 2006 per il gioco Marvel Heroes, di cui è coautore, mentre L'Era di Conan ha ricevuto nel 2009 il premio come "Miglior Progetto Editoriale". È citato anche in quanto uno dei coautori de Il Gioco di Ruolo di Ken il Guerriero, premiato come "Miglior Gioco Originale" nel 1995.
Il suo gioco per bambini Rattlesnake è stato segnalato come "gioco consigliato" dal prestigioso premio "Spiel des Jahres" tedesco (Empfehlungsliste Kinderspiel des Jahres 2008).

## Ludografia
- Il Cavaliere Fantasma - avventura per Dungeons & Dragons - AMA Corporation, 1990
- D3 Time Warriors - regolamento per wargame tridimensionale allegato al numero 40 di Kaos, Nexus Editrice, 1996
- Sandsplatters - regolamento per wargame tridimensionale - Nexus Editrice, 1997
- Corsa Mortale - gioco di corse con miniature - su Giocarea numero 2, Nexus Editrice, 1998
- Rattlesnake - gioco per bambini - Nexus Editrice, 2007; NG International, 2008
- La Guerra dell'Anello - gioco di strategia - (con Marco Maggi e Francesco Nepitello) - Nexus Editrice, 2004; NG International, 2008; Ares Games, 2011
- Battaglie della Terza Era - supplemento per La Guerra dell'Anello - (con Marco Maggi e Francesco Nepitello) - Nexus Editrice, 2006;
- Marvel Heroes - gioco di strategia basato sui fumetti della Marvel Comics - (con Marco Maggi, Francesco Nepitello, Simone Peruzzi, Salvatore Pierucci) - Nexus Editrice, 2006;
- L'Era di Conan - gioco di strategia basato sui romanzi di R.E. Howard dedicati a Conan il barbaro - (con Marco Maggi e Francesco Nepitello) - NG International, 2009;
- Lords of Middle-earth - supplemento per La Guerra dell'Anello - (con Marco Maggi e Francesco Nepitello) - Ares Games, 2012;
- Adventures in Hyboria  supplemento per L'Era di Conan - (con Marco Maggi e Francesco Nepitello) - Ares Games, 2016;
- Warriors of Middle-earth - supplemento per La Guerra dell'Anello - (con Marco Maggi e Francesco Nepitello) - Ares Games, 2016.

### Schede informative
- (EN) Roberto Di Meglio, in BoardGameGeek, BoardGameGeek LLC.
- (EN, IT) Scheda su SpielePizza, su spielepizza.de.

### Interviste
- (EN) Intervista su Fortress Ameritrash, su fortressameritrash.blogspot.com.
- Intervista su Age of Conan, su fantasy.blogosfere.it. URL consultato il 25 agosto 2010 (archiviato dall'url originale il 26 ottobre 2008).
- (EN) Intervista su Marvel Heroes, su boardgames.about.com. URL consultato il 25 agosto 2010 (archiviato dall'url originale l'11 gennaio 2011).
- Intervista a Roberto Di Meglio e Christian Petersen su Il 5° Clone, su dnd-4edizione.blogspot.com.
- Intervista su DM Magazine (Lucca Games 2009), su beldsblog.blogspot.com.

### Video interviste
- (EN) Intervista su La Guerra dell'Anello, su youtube.com.
- Intervista su L'Era di Conan, su youtube.com.

| Controllo di autorità | VIAF (EN) 8380167807298318130008 |